# XB-1
XB-1 je literární měsíčník, který se věnuje sci-fi, fantasy a hororu.

## Historie
Časopis vznikl jako fanzin Ikarie XB v rámci 405. ZO Svazarmu v roce 1985, v letech 1986-89 pak vyšla celkem čtyři čísla (Ikarie XB-1, Ikarie XB-2...). Fanzin vedl Jaroslav Olša, jr., v redakci působili Ondřej Neff, Pavel Kosatík, Ivan Adamovič a Alexandre Hlinka. Po sametové revoluci získal Ondřej Neff možnost vydávat první české sci-fi periodikum ve vydavatelství Mladá fronta, od června 1990 tak začal vycházet časopis Ikarie, kde v prvním čísle až na Alexandre Hlinku zůstala původní fanzinová sestava. V průběhu prvního roku redakci opustili Pavel Kosatík a Jaroslav Olša, jr., naopak postupně přibyli Eva Hauserová, Jaroslav Jiran a Vlado Ríša, který se následně stal šéfredaktorem. 
Po dvaceti letech se redakce Ikarie, jejíž vydávání bylo vydavatelem zastaveno v prosinci 2010, v sestavě Vlado Ríša, Jaroslav Jiran a Martin Šust, nechtěla smířit se zrušením časopisu a podařilo se jí najít nového vydavatele. Časopis vydává firma Konektor XB-1.
Vzhledem k tomu, že se redakci nepodařilo od původního vydavatele získat původní logo a název, musela si najít nové. Protože v roce 1986 byl původní název časopisu odvozen od českého filmu Ikarie XB 1, redakce využila druhou část názvu filmu a založila časopis XB-1.

## Současnost
Obsah je zhruba následující: jedna třetina zahraniční povídky, jedna třetina povídky domácích autorů a zbytek publicistika (recenze knih a filmů, zajímavé články o spisovatelích, malířích, filmech, knihách a dění v SF vůbec).
Časopis je tištěn černobíle na novinovém papíru, protože redakce si myslí, že XB-1 je v podstatě takovým přechodem mezi časopisem a knihou a jeho čtenáři chtějí především číst.
Vychází vždy pátý den v měsíci, má 80 černobílých stran formátu A4 a čtyři plnobarevné stránky obálky. Vychází v nákladu cca 15 000 kusů a je dostupný jak v  České republice, tak i na Slovensku.

## Crowdfunding
Na přelomu let 2020 a 2021 proběhla na serveru HitHit crowdfundingová kampaň na záchranu časopisu XB-1. Tvůrci žádali částku 333 000 Kč, nakonec se vybralo 887 259 Kč, tedy 2,66× více. Kampaň podpořilo 642 lidí.